# Klaus Köste
Klaus Köste (ur. 27 lutego 1943 we Frankfurcie nad Odrą, zm. 14 grudnia 2012 w Wurzen) – niemiecki gimnastyk. Wielokrotny medalista olimpijski.
Reprezentował Niemiecką Republikę Demokratyczną. Brał udział w trzech igrzyskach (IO 64, IO 68, IO 72), za każdym razem zdobywał medale. Trzykrotnie był brązowym medalistą wspólnie z kolegami z drużyny, w 1972 osiągnął największy sukces w karierze – triumfował w skoku przez konia. Stawał na podium mistrzostw świata (brąz w 1970 w ćwiczeniach na drążku), był również mistrzem Europy. Wywalczył 34 tytuły mistrza NRD.